# Edith Roosevelt
Edith Roosevelt (n. 6 august 1861, New York City, New York, SUA – d. 30 septembrie 1948, Oyster Bay⁠(d), Nassau County, New York, SUA) a fost a doua soție a lui Theodore Roosevelt, al 26-lea Președinte al Statelor Unite ale Americii. A fost Prima Doamnă a Statelor Unite ale Americii între 1901 și 1909.